# Primary van Florida 2012
Op 31 januari 2012 werden de Republikeinse en Democratische primaries gehouden in Florida.

## Democratische Primary
Het parlement van Florida besloot de primary eind januari te houden, tegen de wil in van de Democratische Partij. Als reactie hierop besloot de Democratic National Committee de primary niet-bindend te verklaren. Met geen gedelegeerden op het spel, besloten de tegenkandidaten van president Barack Obama niet mee te doen met deze primary the State declared the ballot blank, and the exercise meaningless.. De Democratische Partij van Florida heeft een alternatief delegatie-systeem voorgesteld, die bestaat uit caususes in de counties op 5 mei, gevolgd door een landelijke conventie in juni 2012. Als reactie hierop mocht de Democratische delegatie van Florida van de Democratic National Committee 20% meer gedelegeerden naar de Democratische Conventie sturen. Aangezien er slechts een kandidaat was, werden er geen stembiljetten uitgeprint waardoor de primary geannuleerd werd. Hierdoor werden ook geen resultaten gepubliceerd.

## Republikeinse Primary
De Republican National Committee verwijderde de helft van het aantal gedelegeerden namens de staat Florida omdat de Republikeinse Partij van Florida de primary voor 6 maart hield, tegen de regels in van de committee. Tevens bepalen de regels van deze committee dat het aantal gedelegeerden proportioneel verdeeld zullen worden, aangezien de primary voor 1 april werd gehouden. Voorafgaand aan de primary in Florida waren er al drie primaries, in Iowa, New Hampshire en South Carolina; deze eerste drie primaries worden vaak gezien als politiek zeer belangrijk, omdat zij het verloop van de voorverkiezingen sterk beïnvloeden. Meestal worden de winnaars van deze eerste staten ook de kandidaat namens de Republikeinse Partij bij de presidentsverkiezingen (In 2008 won John McCain in New Hampshire en South Carolina, in 2000 won George W. Bush in Iowa en South Carolina). In 2012 was het voor het eerst dat de eerste drie staten door drie verschillende kandidaten werden gewonnen (Iowa werd gewonnen door Santorum, New Hampshire door Romney en South Carolina door Gingrich).
De race was in 2012 vooral een tweestrijd tussen de gematigde kandidaat Mitt Romney en conservatieve kiezers die het beleid van Romney als gouverneur van Massachusetts wantrouwden. Zo werd hij bekritiseerd voor het ondertekenen van een zorgwet, die veel overeenstemming vertoont met de zorgwet van president Obama tijdens zijn presidentschap. Daardoor zochten de conservatieve stemmers naar een alternatief voor Romney gedurende de campagne.

### Resultaten

Florida resultaat per county
Newt Gingrich (34)
Mitt Romney (33)

Hieronder de officiële resultaten na het tellen van 100% van de stemmen. De opkomst was 41,16% van de 4.063.853 geregistreerde Republikeinen in Florida.
| Florida Republican primary, 2012 | Florida Republican primary, 2012 | Florida Republican primary, 2012 | Florida Republican primary, 2012 | Florida Republican primary, 2012                 |
| Kandidaat                        | Aantal stemmen                   | Percentage                       | Aantal Gedelegeerden volgens RNC | Gedelegeerden volgens Winner take all (Disputed) |
| -------------------------------- | -------------------------------- | -------------------------------- | -------------------------------- | ------------------------------------------------ |
| Mitt Romney                      | 776.159                          | 46,40%                           | 23                               | 50                                               |
| Newt Gingrich                    | 534.121                          | 31,93%                           | 16                               | 0                                                |
| Rick Santorum                    | 223.249                          | 13,35%                           | 7                                | 0                                                |
| Ron Paul                         | 117.461                          | 7,02%                            | 4                                | 0                                                |
| Rick Perry                       | 6.775                            | 0,41%                            | 0                                | 0                                                |
| Jon Huntsman                     | 6.204                            | 0,37%                            | 0                                | 0                                                |
| Michele Bachmann                 | 3.967                            | 0,24%                            | 0                                | 0                                                |
| Herman Cain                      | 3.503                            | 0,21%                            | 0                                | 0                                                |
| Gary Johnson                     | 1.195                            | 0,07%                            | 0                                | 0                                                |
| Totaal                           | 1.672.634                        | 100,00%                          | 50                               | 50                                               |

| Legenda: | Opgestapt voorafgaand aan de stemming |